# 黎凡特 (堪薩斯州)
黎凡特（英語：Levant）是位於美國堪薩斯州托馬斯縣的一個非建制地區。

## 地理
黎凡特所處的海拔為高於海平面1009米（即3311英呎），而該地所採用的時區為UTC-6，即北美中部時區（CST）。同時該地設有夏令時間，為UTC-6調快一小時，即UTC-5（CDT）。